# Lee Young-pyo
Lee Young-pyo (en coreano: 이영표; Hongcheon, Gangwon, 23 de abril de 1977) es un exfutbolista surcoreano. Jugaba de defensor y su último club fue Vancouver Whitecaps de Canadá.
Inició su carrera deportiva en el año 2000 con el Anyang LG Cheetahs. Es considerado uno de los mejores jugadores de la historia para el fútbol surcoreano.

## Selección nacional
Fue internacional con la selección de fútbol de Corea del Sur, jugó 127 partidos internacionales y anotó 5 goles.

### Participaciones en la Copa del Mundo
| Mundial                        | Sede                | Resultado        |
| ------------------------------ | ------------------- | ---------------- |
| Copa Mundial de Fútbol de 2002 | Corea del Sur Japón | Cuarto lugar     |
| Copa Mundial de Fútbol de 2006 | Alemania            | Primera fase     |
| Copa Mundial de Fútbol de 2010 | Sudáfrica           | Octavos de final |

## Clubes
| Club                    | País           | Año       |
| ----------------------- | -------------- | --------- |
| Anyang LG Cheetahs      | Corea del Sur  | 2000-2002 |
| PSV Eindhoven           | Países Bajos   | 2003-2005 |
| Tottenham Hotspur F. C. | Inglaterra     | 2005-2008 |
| Borussia Dortmund       | Alemania       | 2008-2009 |
| Al-Hilal                | Arabia Saudita | 2009-2011 |
| Vancouver Whitecaps     | Canadá         | 2012-2013 |

## Palmarés

### Campeonatos nacionales
| Título                               | Club                    | País           | Año     |
| ------------------------------------ | ----------------------- | -------------- | ------- |
| K-League                             | Anyang LG Cheetahs      | Corea del Sur  | 2000    |
| Supercopa de Corea                   | Anyang LG Cheetahs      | Corea del Sur  | 2001    |
| Eredivisie                           | PSV Eindhoven           | Países Bajos   | 2002-03 |
| Supercopa de los Países Bajos        | PSV Eindhoven           | Países Bajos   | 2003    |
| Eredivisie                           | PSV Eindhoven           | Países Bajos   | 2004-05 |
| Copa de los Países Bajos             | PSV Eindhoven           | Países Bajos   | 2004-05 |
| Copa de la Liga                      | Tottenham Hotspur F. C. | Inglaterra     | 2007-08 |
| Primera División de Arabia Saudita   | Al-Hilal                | Arabia Saudita | 2009-10 |
| Copa del Príncipe de la Corona Saudí | Al-Hilal                | Arabia Saudita | 2009-10 |
| Primera División de Arabia Saudita   | Al-Hilal                | Arabia Saudita | 2010-11 |
| Copa del Príncipe de la Corona Saudí | Al-Hilal                | Arabia Saudita | 2010-11 |

### Distinciones individuales
| Distinción                              | Año  |
| --------------------------------------- | ---- |
| K-League Best XI                        | 2001 |
| Jugador del Año del Vancouver Whitecaps | 2012 |

## Apariciones

### Programas de televisión
| Año  | Título           | Notas                      |
| ---- | ---------------- | -------------------------- |
| 2016 | 2 Days & 1 Night | (Ep. 455 - 457) - invitado |